# ムーン・サファリ
『ムーン・サファリ』（Moon Safari）は、1998年に発表されたエールのファースト・アルバム。

## 解説
最初のシングルとなった「セクシー・ボーイ」は、アメリカ映画『恋のからさわぎ』のサウンドトラックで使用された。同曲はネーナやフランツ・フェルディナンドにカヴァーされている。

## 収録曲
1. ラ・ファンム・ダルジャン "La Femme D'Argent" - 7:07
2. セクシー・ボーイ "Sexy Boy" - 4:58
3. オール・アイ・ニード "All I Need" - 4:28
4. ケリー、ウォッチ・ザ・スターズ "Kelly, Watch The Stars" - 3:44
5. タリスマン "Talisman" - 4:16
6. リメンバー "Remember" - 2:34
7. ユー・メイク・イット・イージー "You Make It Easy" - 4:00
8. ス・マタン・ラ "Ce Matin La" - 3:38
9. ニュー・スター・イン・ザ・スカイ "New Star In The Sky" - 5:39
10. ル・ヴォワイヤージュ・ドゥ・ペネロープ "Le Voyage De Penelope" - 2:21
11. リメンバー (デビッド・ウィテカー・ヴァージョン) "Remember (David Whitaker Version)" (日本盤ボーナストラック) - 2:21